# Sunroof
Sunroof è un singolo del cantante statunitense Nicky Youre e del produttore discografico statunitense Dazy, pubblicato il 3 dicembre 2021 come secondo estratto dal primo EP di Nicky Youre Good Times Go.
Nell'ambito degli MTV Video Music Awards 2022 ha ricevuto una candidatura come canzone dell'estate.

## Tracce
Testi e musiche di Nicholas Ure e Nick Minutaglio.
Download digitale, streaming
1. Sunroof – 2:43

Download digitale, streaming – Remixes EP
1. Sunroof – 2:43
2. Sunroof (Thomas Rhett Remix) – 2:43
3. Sunroof (Manuel Turizo Remix) – 2:43
4. Sunroof (24kGoldn Remix) – 2:42
5. Sunroof (Loud Luxury Remix) – 2:53
6. Sunroof (Acoustic) – 2:15

## Successo commerciale
Il singolo ha debuttato nella Billboard Hot 100 statunitense all'87ª posizione nella pubblicazione dell'11 giugno 2022, segnando il primo ingresso in classe per ambedue gli artisti. Nella pubblicazione datata al 13 agosto 2022 ha raggiunto la top ten al 9º posto grazie a 55,7 milioni di ascolti radiofonici, 8,6 milioni milioni di stream e 3 000 download digitali. Quattro settimane dopo ha varcato la top five arrivando al 5º posto.

## Classifiche

### Classifiche settimanali
| Classifica (2022-24) | Posizione massima |
| -------------------- | ----------------- |
| Australia            | 8                 |
| Austria              | 36                |
| Belgio (Fiandre)     | 7                 |
| Canada               | 1                 |
| Danimarca            | 13                |
| Estonia              | 78                |
| Filippine            | 23                |
| Germania             | 34                |
| Grecia               | 77                |
| Irlanda              | 27                |
| Lituania             | 65                |
| Nuova Zelanda        | 19                |
| Paesi Bassi          | 56                |
| Polonia              | 18                |
| Portogallo           | 79                |
| Regno Unito          | 29                |
| Repubblica Ceca      | 81                |
| Singapore            | 9                 |
| Slovacchia           | 80                |
| Stati Uniti          | 4                 |
| Sudafrica            | 51                |
| Svezia               | 95                |
| Svizzera             | 52                |
| Vietnam              | 98                |

### Classifiche di fine anno
| Classifica (2022) | Posizione |
| ----------------- | --------- |
| Australia         | 30        |
| Belgio (Fiandre)  | 48        |
| Canada            | 18        |
| Danimarca         | 50        |
| Germania          | 81        |
| Nuova Zelanda     | 50        |
| Stati Uniti       | 29        |
| Svizzera          | 81        |
| Classifica (2023) | Posizione |
| Australia         | 50        |
| Classifica (2024) | Posizione |
| Estonia           | 109       |